# 中国驻法兰克福总领事馆
中华人民共和国驻法兰克福总领事馆（德語：Generalkonsulat der Volksrepublik China in Frankfurt am Main），简称中国驻法兰克福总领事馆，是中华人民共和国派驻德国法蘭克福的最高级别外交代表机构，于2005年6月23日正式开馆，为继驻汉堡和慕尼黑总领事馆之后，中国在德国开设的第三个总领事馆。其领区管辖范围包括德国西部的巴登-符腾堡、黑森、莱茵兰-普法尔茨和萨尔四个联邦州。
总领馆的办公场设于斯特雷瑟曼大道19-23号（Stresemannallee 19-23）。

## 机构设置
中国驻法兰克福总领事馆设置下列机构：
- 政治新闻处
- 领事侨务处
- 经济商务处
- 教育文化处
- 办公室